# Белолипецкий, Александр Алексеевич
Александр Алексеевич Белолипецкий (род. 24 августа 1946, Волгоград) — русский математик, д. ф.-м. н. (1988), заведующий сектором математического моделирования технических систем отдела математического моделирования систем проектирования ВЦ РАН (после 1.06.2015 — ВЦ ФИЦ ИУ РАН), профессор МФТИ и ВМК МГУ.

## Биография
Родился 24 августа 1946 года в Волгограде. В 1970 году окончил факультет управления и прикладной математики МФТИ.
С 1973 года трудится в Вычислительном центре АН СССР в должностях младший научный сотрудник (1973—1980), старший научный сотрудник (1980—1988), заведующий сектором ВЦ АН СССР (1988—1989), заведующий отделом (с 1989). С 2008 года (после объединения ряда отделов ВЦ РАН) возглавляет сектор математического моделирования технических систем.
Профессор кафедры исследования операций ВМК МГУ (по совместительству) c 1976 года.
Кандидат физико-математических наук (1973), тема диссертации: «Задачи оптимального быстродействия с малым параметром» (научный руководитель А. М. Тер-Крикоров).
В 1988 году защитил диссертацию на звание доктора физико-математических наук по теме «Асимптотический анализ решений нелинейных дифференциальных уравнений вблизи критических значений параметров».

### Научный вклад
В область научных интересов учёного входит математическое моделирование, теория бифуркаций, экстремальные задачи, теория рисков.
Для линейной задачи оптимального быстродействия А. А. Белолипецким получены асимптотические разложения решений по степеням малого параметра, возмущающего условия, в том числе и в вырожденных случаях.
Аналитическими методами малого параметра учёным исследована задача эволюции стационарного решения нелинейного параболического уравнения после потери им устойчивости. Показано, что существуют некоторые двухпараметрические семейства неоднородных по пространству фундаментальных решений, к которым при выполнении некоторых условий эволюционирует решение с произвольными начальными условиями. Этот результат обобщён на случай абстрактного нелинейного параболического дифференциального уравнения для того случая, когда бифуркация происходит в окрестности простого собственного значения линеаризованной задачи. Получены более общие результаты для уравнений реакции-диффузии.
При исследовании эволюционных задач применены методы, разработанные для стационарных задач о длинных волнах, имеющих совсем иную физическую природу. Эти методы оказались применимы, например, при исследовании решений типа длинных волн для граничной задачи для уравнения эллиптического типа.
Разработаны математические модели заполнения лазерных мишеней, используемых в проблеме лазерного термоядерного синтеза, газообразным D — T топливом и десублимации этого топлива на стенках мишени при её охлаждении в криогенной установке, решены полученные нелинейные начально-краевые задачи для сингулярно возмущённых уравнений параболического типа.

### Научные труды
А. А. Белолипецкий является автором более 60 научных работ.

### Книги
- Некоторые математические модели вооружённых конфликтов / А. А. Белолипецкий, 37 с. ил. 20 см, М.: ВЦ РАН, 1991.
- Белолипецкий А. А. Построение возмущённых решений задачи оптимального быстродействия в вырожденном случае // В сб.: Нелинейное моделирование сложных структур — М.: изд-во ВЦ РАН, НСК «Кибернетика», 1997;
- Александрова И. В., Белолипецкий А. А., Корешева Е. Р. и др. Монография. Криогенные мишени для реактора. Ч.1. // Препринт ФИАН им. П. Н. Лебедева, 2012, № , 134 с.
- Александрова И. В., Белолипецкий А. А., Корешева Е. Р. и др. Монография «Криогенные мишени для реактора. Ч.2. Характеризация криогенных мишеней» // Препринт ФИАН им. П. Н. Лебедева, 2013, № 11, 154 с.
- Белолипецкий А. А., Тер-Крикоров А. М. Нелинейные дифференциальные уравнения (бифуркации и процессы перехода). Монография. М. Курс: Инфра-М. 2016. 184 с. ISBN 978-5-906818-87-4 (КУРС). ISBN 978-5-16-012292-2 (ИНФРА-М, print). ISBN 978-5-16-105187-0 (ИНФРА-М, online).

### Учебники и учебные пособия
- Белолипецкий А. А. Основы вычислительной техники и информатики. Численные методы оптимизации, т. 1, 2. — М.: изд-во ЦИПКК МАП СССР, 1990 (монография).
- Экономико-математические методы : учебник для студентов вузов … по спец. направл. «Экономика» / А. А. Белолипецкий, В. А. Горелик. — Москва : Академия, 2010. — 362 [1] с. : ил.; 22 см. — (Университетский учебник. Высшая математика и её приложения к экономике).; ISBN 978-5-7695-5714-9
- Белолипецкий А. А. Лекции по актуарной математике: учебное пособие. Москва: МФТИ, 2021. ISBN 978-5-7417-0777-7, 186 с.

### Избранные статьи
- Белолипецкий А. А. Построение фундаментальных решений абстрактного нелинейного параболического уравнения в окрестности точки бифуркации // Математ. сборник, 1985, т.128(170), № 3(11), с. 306—320;
- Belolipetskiy A.A. Mathematical models for filling polimer shells by non-ideal gas // J. Laser and particles beams, 1999, № 4;
- Белолипецкий А. А., Тер-Крикоров А. М. Об одной сингулярно возмущённой смешанной задаче для линейного параболического уравнения с нелинейными краевыми условиями. // ЖВМиМФ, 54:1 (2014), 80-88.
- Белолипецкий А. А., Тер-Крикоров А. М. Модифицированная теорема Канторовича и асимптотические приближения решений сингулярно возмущённых систем обыкновенных дифференциальных уравнений, // ЖВМ и МФ, 56:11 (2016), 1889—1901.
- Белолипецкий А.А., Сычёв А.А. Об одной математической модели разорения страховой компании на конечном интервале времени // Прикладная математика и информатика: Труды факультета ВМК МГУ имени М. В. Ломоносова; № 67- Москва: МАКС Пресс, 2021. с. 4-18 . ISBN 978-5-317-06678-9.
  - Belolipetskiy A.A., Sychev A.A. A mathematical model of insurer bankruptcy  on a finite time interval // Computational Mathematics and Modeling, Vol. 32, No. 3, July, 2021. P. 258-275. 1046–283X/21/3203–0259 © 2021 Springer Science + Business Media, LLC. DOI 10.1007/s10598-021-09530-1.

### Преподавательская деятельность
А. А. Белолипецкий преподаёт по совместительству в МГУ на кафедре исследования операций ВМК (с 1976 г.) и в МФТИ на кафедре математических основ управления факультета управления и прикладной математики.
Учёное звание — профессор (с 1994).
В МФТИ А. А. Белолипецкий читает курсы лекций по актуарной математике и теории риска.
В Московском университете — по актуарной математике, по теории бифуркаций и катастроф.
Ведёт семинар по математическому программированию.
Подготовил 6 кандидатов наук.

## Награды и звания
- Награждён медалью «В память 850-летия Москвы» (1997).
- Действительный член РАЕН (2004).
- Член Российского общества исследования операций.